# Płużnica (gromada)
Płużnica – dawna gromada, czyli najmniejsza jednostka podziału terytorialnego Polskiej Rzeczypospolitej Ludowej w latach 1954–1972.
Gromady, z gromadzkimi radami narodowymi (GRN) jako organami władzy najniższego stopnia na wsi, funkcjonowały od reformy reorganizującej administrację wiejską przeprowadzonej jesienią 1954 do momentu ich zniesienia z dniem 1 stycznia 1973, tym samym wypierając organizację gminną w latach 1954–1972.
Gromadę Płużnica z siedzibą GRN w Płużnicy utworzono – jako jedną z 8759 gromad na obszarze Polski – w powiecie wąbrzeskim w woj. bydgoskim, na mocy uchwały nr 24/16 WRN w Bydgoszczy z dnia 5 października 1954. W skład jednostki weszły obszary dotychczasowych gromad Ostrowo i Płużnica, a także majątek Bartoszewice i wieś Czaple (bez obszaru należącego do spółdzielni produkcyjnej "Nasza Przyszłość" w Czapelkach) z dotychczasowej gromady Czaple ze zniesionej gminy Płużnica w powiecie wąbrzeskim, ponadto obszary dotychczasowych gromad Bielawy i Józefkowo ze zniesionej gminy Lisewo w powiecie chełmińskim w tymże województwie. Dla gromady ustalono 23 członków gromadzkiej rady narodowej.
1 stycznia 1958 do gromady Płużnica włączono wieś Kotnowo ze zniesionej gromady Kotnowo w tymże powiecie.
1 stycznia 1972 do gromady Płużnica włączono sołectwa Dąbrówka, Płąchawy i Błędowo ze zniesionej gromady Błędowo w tymże powiecie.
Gromada przetrwała do końca 1972 roku, czyli do kolejnej reformy gminnej. 1 stycznia 1973 w powiecie wąbrzeskim reaktywowano gminę Płużnica.